# 刈田元司
刈田 元司（かりた もとし、1912年1月3日 - 1997年3月8日）は、日本の英米文学者・翻訳家。上智大学名誉教授。

## 人物
1912年、新潟県生まれ。1935年上智大学文学部英文科を卒業。1937年ジョージタウン大学大学院修士課程を修了。上智大学講師、1940年助教授、1945年教授。1955 - 1956年ハーバード大学に留学、1969 - 1972年上智大学文学部長、1983年に定年退職した。その後は中京大学教授として教鞭をとった。

## 研究内容・業績
1920年代のアメリカ文学を中心に広く研究、翻訳をおこなった。日本英文学会編集委員、評議員、理事、日本アメリカ文学会会長等を歴任した。

## 受賞・栄典
- 1985年：勲三等旭日中綬章受章[1]。

## 著書
- 『アメリカ文学の周辺』（研究社出版） 1962
- 『アメリカ文学の人間像』（研究社出版） 1982.1
- 『アメリカ文学と女性』（八潮出版社） 1984.1
- 『ポカホンタスとマシーセン アメリカ文学試論集』（山口書店） 1986.4

### 共編著
- 『和文英訳の研究』（西川正身共著、北星堂書店） 1954
- 『現代アメリカ作家集 ジェイムズからアプダイクまで』（荒地出版社） 1971
- 『都市と英米文学』（研究社出版） 1974
- 『フィッツジェラルドの文学 “アメリカの夢"とその死』（荒地出版社） 1982.3

### 翻訳
- 『トロイルスとクリセイデ 第1』（ヂェフリー・チョーサー、弘文堂書房） 1942
- 『進歩と宗教』（クリストファー・ドウソン、甲鳥書林、現代カトリック文芸叢書） 1943、のち創元文庫 1954
- 『チップス先生さよなら』（ジェームス・ヒルトン、新月社） 1946
- 『恋のとりこ』（G・チョーサー、新月社） 1949
- 『クリスマス・キャロル』（ディケンズ、思索社） 1950
- 『バラとゆびわ』（サッカレイ、岩波少年文庫） 1952
- 『炉辺のこおろぎ』（ディケンズ、角川文庫） 1952
- 『アメリカ文学史』（マーカス・カンリッフ、北星堂書店） 1955
- 『ヘンリー・アダムズの教育』（ヘンリー・アダムズ、教育書林） 1955、のち八潮出版社、アメリカの文学 1971
- 『エミリー・ディキンスン』（エミリー・ディキンスン、三笠書房、三笠版現代世界文学全集） 1955
- 『死を迎える大司教』（ウィラ・キャザー、川田周雄共訳、荒地出版社、現代アメリカ文学全集2） 1957
- 『四季の変化』（フレデリック・ビュークナー、荒地出版社、現代アメリカ文学全集9） 1957
- 『人間の運命』（ルコント・デュ・ヌイ、巽豊彦共訳、出版共同社） 1958
- 『アメリカ文学とキリスト教』（ランダル・スチュアート、北星堂書店） 1958
- 『オーギー・マーチの冒険』（ソール・ベロー、荒地出版社、現代アメリカ文学全集19） 1959
- 『秘密の小箱』（ホレイショ・アルジャー、講談社、世界名作全集） 1960
- 『ポー代表作選集』上（エドガー・アラン・ポー、江口裕子共訳、鏡浦書房） 1960
- 『ララミーへの道』（F・パークマン、筑摩書房、世界ノンフィクション全集20） 1961
- 『一生の読書計画』（クリフトン・ファディマン、荒地出版社） 1961
- 『ある黒人奴隷の半生』（フレデリック・ダグラス、筑摩書房、世界ノンフィクション全集39） 1963
- 『現代アメリカ文学史 現代アメリカ散文文学の一解釈』（アルフレッド・ケイジン、共訳、南雲堂） 1964、のち新版 1977
- 『アメリカ小説論』（V.O.A.編、共訳、北星堂書店） 1965
- 『黒猫 / 黄金虫』（ポー、旺文社文庫） 1966
- 『アメリカ文学史』（ハワード・C・ブラシャーズ、八潮出版社） 1967
- 『緋文字』（ホーソン、旺文社文庫） 1967
- 『若者たち 短編集 第1』（サリンジャー、渥美昭夫共訳、荒地出版社、サリンジャー選集2） 1968
- 『倒錯の森 短編集 第2』（サリンジャー、渥美昭夫共訳、荒地出版社、サリンジャー選集3） 1968
- 『ハックルベリ・フィンの冒険』（マーク・トウェイン、旺文社文庫） 1969
- 『ストーリー・バイブル 聖書物語』（パール・バック、主婦の友社） 1972、のち『旧約篇』『新約篇』として現代教養文庫 1999
- 『バビット』（シンクレア・ルイス、主婦の友社、ノーベル賞文学全集5） 1972
- 『ピクチャー・バイブル』（アイヴァ・ホス、安西徹雄共訳、主婦の友社） 1974
- 『武器よさらば』（ヘミングウェイ、旺文社文庫） 1978.3
- 『ニューヨーク文学散歩』（スーザン・エドミストン,リンダ・D・シリノ、朝日イブニングニュース社） 1979.3
- 『うそ?ほんと?小事典』（T・トゥレジャ、社会思想社、現代教養文庫） 1983.8
- 『手紙のなかのアメリカ 200年史の舞台裏』（H・ジャック・ラング編、社会思想社、現代教養文庫） 1986.7
- 『最期のことば 聖書から死刑囚まで』（ジョナソン・グリーン編、植松靖夫共著訳、社会思想社、現代教養文庫） 1989.1